# 悪魔城ドラキュラ (MSX2)
『悪魔城ドラキュラ』（あくまじょう-、英題: Vampire Killer）は、コナミから1986年10月30日に発売されたMSX2用ソフトのアクションゲーム。

## 概要
悪魔城ドラキュラシリーズの2作目。タイトルやパッケージイラスト、BGM（アレンジはMSX2用）、キャラクター、基本的なアクションなどは、本作とほぼ同時期に開発され1か月前（9月26日）に発売されていた第1作ファミリーコンピュータ ディスクシステム版と共通しているが、全体のゲームシステムはMSX2版独自のものになっている。ステージ内でのアイテム探索要素があり、アイテムも増えてステージ構成や一部のキャラクター、ストーリーなどもファミコン版とは多少異なっている。舞台は10世紀後半に興ったヨーロッパのゲルマン都市トランシルバニア国の「古城カルパートの塔」であり、古くから「英雄クリストファー伝説」として伝わるクリストファーがカルパートの塔に封じていたドラキュラの復活に際し、主人公シモンが立ち向かう。
コナミが発売した最初のMSX2用ゲームである。

## ゲーム内容

### システム
老婆からアイテムをハートと交換して購入したり、ステージ内のどこかにあるホワイトキーを取らないと次のステージに進めないなどの本作独自の要素がある。燭台を破壊するとアイテムが出現するのはファミコン版と同様だが、本作では宝箱があちこちに配置されており、小鍵を所持しているとこれを開けてアイテムを入手することができる。
ハードウェアスクロール機能は縦方向しか持たないMSX2の制約のため、画面はスクロールせず、画面切り替え方式を採用している。ステージマップ構成はおおむねファミコン版を踏襲しているが、主に上下方向に大きく拡張され、複雑化している。一部のマップでは穴に落ちても死なずに下の画面に移動できる（渡り廊下ステージのように下画面が用意されていない箇所ではファミコン版と同様に死亡する）ほか、ステージマップが左右方向で（一部のステージでは上下方向でも）無限ループとなっている箇所がある。ファミコン版にはあったTIME（時間制限）が存在しない点も含め、純粋なアクションゲームというよりは謎解き要素を持った探索型アクションRPGといえる。
バイタリティ＋残機制であるのはファミコン版と同様。コンティニューは存在しない。また、エクステンドも存在せず、シモンが3人死亡した時点でゲームオーバーとなる。全2周エンド。
コナミから発売されていた「コナミのゲームを10倍楽しむカートリッジ」あるいは「コナミの新10倍カートリッジ」を併用する事で初期残機数や開始ステージを変更したり、好きなタイミングでのディスクセーブ（新10倍のみ）が行える。エクステンドやコンティニューが無い本作では重宝する機能である。
BGMはファミコン版と同じ曲のアレンジ違いだが、エンディングスタッフロールの曲のみMSX2版オリジナル曲である。

### アイテム
城内にはさまざまなアイテムが隠されており、これらを入手することでシモンを強化できる。アイテムは、老婆との取引や宝箱から入手できるほか、消費アイテムや即効アイテムは燭台を壊すことで入手できる。ハートやドル袋は雑魚モンスターを倒すことでも入手できる。
所持アイテムは一部を除き、3ステージごとの中ボスを倒して次のステージに進むと失われる（ハートの所持数はそのまま / リトライ開始時はハート5個）。

### 武器
MSX2版では、初期武器である不思議なムチ以外の武器を主武器とすることができる。性能は以下の通り。
射程
(短)　ムチ < ネメシスの鎖 < バトルアックス < バトルクロス < 勇者の剣　(長)
威力
(弱)　ムチ = 勇者の剣 < ネメシスの鎖 = バトルクロス < バトルアックス　(強)
ネメシスの鎖
ムチの威力とリーチが強化されたもの。ファミコン版と異なり段階強化はない。この武器に限り燭台からも入手でき、既に鎖を装備している場合はハート（小）に変わる。
勇者の剣
投げつけるタイプの小剣。威力は低いが2連射でき、間違って他の武器を入手しない限り武器を失う心配も無い。貫通はしない。
バトルクロス
投げつけ、手元に戻ってくる青い十字架。アックスと比べて速度が速く、y座標の9/16(つまり横幅の半分強)まで到達する。回収し損ねると失い、主武器がムチに戻る。
バトルアックス
投げつけ、手元に戻ってくる斧。ファミコン版と異なり、放物線は描かず前方に真っ直ぐ飛び戻って来る（高次面にいる敵「アックスファイター」が持つ武器と同じ）。高威力だが、到達距離はy座標の3/16と短く速度も遅い。回収し損ねると失い、主武器がムチに戻る。なおバトルクロスとは違い、壊せる壁を破壊すると「その場に落下（正確には、その壊せる壁に接した座標にリポップ）して手放した状態」になるため、使い続けるには都度一定時間内に回収する必要がある。

#### 装備品
これらは全て同時に所持できる。その代わり、中ボスを倒した次のステージでは全て失われる。
聖水
ハート5つと引き換えに、聖水の瓶を放物線状に投げ上げる。ジャンプ中に左右キーで投げる。ダメージはバトルアックスに匹敵し、貫通する上に落下箇所で0.5秒程度だが炎上するため、当たり判定のトータル時間は長いが、ダメージはあくまで単発であるなど、それほど使い勝手はよくない。
砂時計
ファミコン版でいう懐中時計。ハート5つと引き換えに、全ての敵（ボスも例外では無い）と弾の動きを約5秒止める。ジャンプ中に下キーで発動する。
取らずに攻撃することで、砂時計が横倒しになる。この状態で入手すると、砂時計としての効力が得られない代わりに全ての時間制アイテムの有効時間が1.5倍に延びる。このときに再度攻撃すると消滅する。
地図
F2キーでステージ内マップを3回まで閲覧できる。中ボス撃破後や死亡しても手元に残る。所持している状態で取得すると、使用回数がリセットされる。
盾A（赤）
敵モンスターの前方からの体当たりによるダメージを16回まで半減する。盾B（黄）との排他装備。
盾B（黄）
敵モンスターの吐く弾を16発まで防ぐ。前方以外から受けた弾は防げない。盾A（赤）との排他装備。
以下の装備品は装備欄には常時表示されず、有効期間も若干異なる。
ロウソク
壊せる壁を可視化する。中ボスを倒すまで有効。
壊せる壁は「鍵と宝箱、老婆が存在している場合」に限り画面を切り替えても復元し、その場所を理解していないと手詰まりに陥るステージもあるため、ルートを把握していないうちは重宝する。
ブーツ
移動速度が速くなる。効果は次のステージへ持ち越せない。
羽根
ジャンプの高さがわずかに高くなる。敵モンスターを飛び越えやすくなるものの、飛び上がれる高さは2ブロック分のままである。同じく次のステージへ進むと効果が消滅する。

#### 即効アイテム
白いバイブル
老婆の取引条件が良くなる（ハートとの交換レートが下がる）。
黒いバイブル
老婆の取引条件が悪くなる（ハートとの交換レートが上がる）。マイナスアイテムであり、白いバイブルを入手するか中ボスを倒した際の全アイテム消滅以外に打ち消す方法は無い。
金の十字架
画面内の敵モンスターを全滅させる。アイテムが出現していたり、老婆が姿を現している場合も消滅する（#老婆を参照）。
銀の十字架
飛来するタイプの敵モンスターが一定時間出現しなくなる。
サファイヤ
シモンが赤く発光し、敵モンスター（ボスも例外ではない）と弾を一定時間体当たりで倒す。
水晶玉（青）
シモンが白く発光し、敵モンスターと弾の当たり判定が一定時間無くなる。
水晶玉（赤）
シモンの体力がゲージ4分の1だけ回復する。グレイト水晶の小さなもの。
体力回復剤
シモンの体力が全快する薬。老婆との取引でのみ入手できる。
グレイト水晶
シモンの体力が全快する。中ボスを倒したときにのみ入手できる。一定時間無視するとそのままステージクリアとなる。

#### 消費アイテム
ハート（小）
99個まで所持できる。このアイテムのみ、ひらひらと漂うように落ちてくる。燭台や雑魚モンスターの落とすアイテムの大半はこれである。聖水や砂時計の使用で消費するほか、老婆との取引に使う。
ハート（大）
ハート（小）5つ分。
ホワイトキー
白い大きな鍵。ステージ出口の扉を開けるのに必要で、ステージをクリアするため各ステージごとに探す必要がある。ステージ内に複数存在する場合もあるが、2つ以上は同時に所持できず、扉を開けると自動的に次のステージに進むため持越しもできない。多くの場合、壊せる壁の中に隠されている。
イエローキー
黄色い小さな鍵。城内に点在する宝箱を開けるのに必要。2つ以上は同時に持てない。壊せる壁に隠されているほか、マップの至るところに普通に落ちている。
ツエ
イエローキー3回分の代わりとなる。イエローキーとの排他所持であるが、これを持っている間イエローキーは拾うことができない。唯一、入手方法（老婆による取引と宝箱からの入手）で効果音が異なる。
ドル袋（白・青）
得点となる（白は5000点、青は1000点）。このゲームでは得点によるエクステンドが無く、時間制限も無いのでスコアには意味が無い。
スライム（青・白・赤）
アイテムの代わりに壊せる壁や燭台に潜んでいる敵モンスター。ステージ4から6までは青、7から9までは白、10以降は赤が出現する。

### 老婆
城内に棲んでいる謎の老婆。一種のアイテムショップのような役割りで、交渉に応じてハートと引き換えることでアイテムを取得できる。ステージごとに複数の老婆がおり、それぞれ性格（見せる態度のパターン）と所持しているアイテムが決まっている。一部の老婆は、壊せる壁に隠れている。
老婆は、武器で攻撃するごとにさまざまな態度を見せ、全部で4種類ある。
白い衣服
何も無し。
赤い衣服
アイテムの販売交渉。
茶色い衣服
シモンにハートを5つ差し出す。あるいはシモンからハートを5つ奪う。
青い衣服
ゲームの難易度を一段階上げる、もしくは下げる。説明書では一切触れられておらず、後年発売されたコナミMSXゲーム紹介本「MSX-U」で明かされた。
老婆の態度は基本的には保持されるため、すぐに画面を切り替えれば直近の老婆の態度を維持できる。但し、画面を切り替えずに放置すると老婆の衣服は白に変わり、保持していた態度も復元されなくなる。
老婆は8回攻撃するか、老婆が見えている状態で金の十字架を取得すると消滅（取引も強制終了）する。

#### 販売額
老婆との交渉は、以下の法則がある。
- アイテムの販売額は、バイブルの有無と種類で変動する。
- 老婆の機嫌は保持される。そのため、交渉に応じなかった（あるいはハートが足りずに購入できなかった）場合でも、そのまま手を出さずに画面を切り替えて戻ってくることで再交渉できる。
- 交渉中（アイテムと要求するハートの数が提示されている状態）の猶予は30秒間であり、時間内に決めなかった場合は不成立となる。
- 画面を切り替えないまま放置した場合、老婆の衣服は白に変わり、再交渉ができなくなる。

| 販売アイテム | 白いバイブル | 通常価格 | 黒いバイブル |
| ------------ | ------------ | -------- | ------------ |
| 勇者の剣     | 30           | 50       | 90           |
| バトルクロス | 10           | 20       | 80           |
| 盾A（赤）    | 10           | 20       | 60           |
| 盾B（黄）    | 10           | 20       | 80           |
| 聖水         | 10           | 30       | 50           |
| 砂時計       | 20           | 40       | 80           |
| ツエ         | 20           | 30       | 60           |
| ロウソク     | 15           | 20       | 60           |
| 体力回復剤   | 15           | 40       | 80           |

上記以外のアイテムの取引は行われない。

### ステージ構成
全2周エンド。3周目は無く、スタッフロール終了後タイトルに戻る。
2周目は難易度が若干上がるが、敵やアイテム等の配置は変わらない。パッケージ写真にある「画面内にゾンビが3体同時に出現する」状況は2周目でのみ見られる。
| ステージ | ステージ名     | 登場する敵キャラ                                           | ボス                  |
| -------- | -------------- | ---------------------------------------------------------- | --------------------- |
| 0        | 悪魔城入口     | -                                                          | -                     |
| 1        | 正面玄関       | ゾンビ、邪俗コウモリ、黒豹                                 | -                     |
| 2        | 地下室         | ゾンビ、邪俗コウモリ、半魚人（水）                         | -                     |
| 3        | ホール         | ゾンビ、邪俗コウモリ、黒豹                                 | 妖魔コウモリ          |
| 4        | 礼拝堂（1）    | 邪俗コウモリ、ファイター、メデューサ                       | -                     |
| 5        | 礼拝堂（2）    | ファイター、メデューサ                                     | -                     |
| 6        | 礼拝堂（3）    | メデューサ、ゴースト、パイルバタリー                       | マミー・メデューサ    |
| 7        | 渡り廊下（1）  | せむし男、ホワイト・スケルトン、大烏                       | -                     |
| 8        | 渡り廊下（2）  | メデューサ、ホワイト・スケルトン、大烏、パイルバタリー     | -                     |
| 9        | 渡り廊下（3）  | せむし男、ホワイト・スケルトン、メデューサ、パイルバタリー | ミイラ男              |
| 10       | 地下洞窟       | 邪俗コウモリ、半魚人（赤）                                 | -                     |
| 11       | 中庭           | ゾンビ、せむし男、大鷲、スケルドラゴン                     | -                     |
| 12       | 地下通路       | スケルドラゴン                                             | フランケン & せむし男 |
| 13       | 牢獄部屋       | せむし男、レッド・スケルトン、ホワイト・スケルトン         | -                     |
| 14       | 実験室         | アックスファイター、レッド・スケルトン                     | -                     |
| 15       | 額のある部屋   | アックスファイター                                         | 死神                  |
| 16       | 渡り廊下（4）  | 妖魔コウモリ                                               | -                     |
| 17       | 時計台         | せむし男、大鷲、ホワイト・スケルトン、アックスファイター   | -                     |
| 18       | カルパートの塔 | せむし男、アックスファイター                               | 魔王ドラキュラ        |

## 他機種版
| No. | タイトル         | 発売日         | 対応機種 | 開発元                           | 発売元                           | メディア                            | 型式 | 売上本数 | 備考 |
| --- | ---------------- | -------------- | -------- | -------------------------------- | -------------------------------- | ----------------------------------- | ---- | -------- | ---- |
| 1   | 悪魔城ドラキュラ | 2006年         | Windows  | コナミデジタルエンタテインメント | インターネットレボリューション   | ダウンロード (i-revo)               | -    | -        |      |
| 2   | 悪魔城ドラキュラ | 2014年7月22日  | Windows  | コナミデジタルエンタテインメント | D4エンタープライズ               | ダウンロード (プロジェクトEGG)      | -    | -        |      |
| 3   | 悪魔城ドラキュラ | 2014年12月17日 | Wii U    | コナミデジタルエンタテインメント | コナミデジタルエンタテインメント | ダウンロード (バーチャルコンソール) | -    | -        |      |

## スタッフ
- GAME DESIGNER: A.Nagata（永田昭彦）
- PROGRAMMER: A.Harima I.Akada（赤田勲） K.Nagae（長江勝也）
- GRAPHIC DESIGNER: S.Iwamoto N.Matsui（松井直樹） K.Mizutani A.Fujimoto
- SOUND EFFECT: K.Uehara（上原和彦）
- MUSIC: K.Yamashita（山下絹代） Satoe Terashima（寺島里恵）
- ART DESIGNER: F.Hayakawa
- PRODUCED: Akihiko Nagata